# Stawiany (stacja kolejowa)
Stawiany – stacja kolejowa w Stawianach, w województwie wielkopolskim, w Polsce. Stacja nieczynna, obecnie przejeżdżają tylko składy towarowe. Budynek stacyjny zamieniony został w prywatne mieszkanie.
| Stawiany                                                    |  |                                        |
| Linia 377. Gniezno Winiary - Sława Wielkopolska (33,732 km) |  |                                        |
| Kiszkowoodległość: 4,542 km                                 |  | Sława Wielkopolska odległość: 5,538 km |